# ハーラン・ミルズ
ハーラン・D・ミルズ（Harlan D. Mills、1919年5月14日 - 1996年1月8日）は、アメリカ合衆国の計算機科学者・工学者である。フロリダ工科大学の計算機科学の教授であり、フロリダ州ベロビーチのSoftware Engineering Technology, Inc.の創設者である。ミルズは、計算機工学の教育と産業慣行に深く永続的な影響を与えた。
IBMの研究員として、ミルズは工学と計算機科学における既存のアイデアをソフトウェア開発に応用した。この中には、オートマトン理論 、エドガー・ダイクストラ、ロバート・フロイドらによる構造化プログラミング理論、マルコフ連鎖ドリブンのソフトウェアテストなどがある。彼が提唱したソフトウェア開発工程モデルであるソフトウェアクリーンルームは、トップダウン設計と形式仕様記述を特徴とするものである。ミルズは、6冊の本と50以上の査読付き論文を執筆し、彼のアイデアを公開した。
ミルズは「スーパープログラマ」と呼ばれ、この言葉がIBMの「チーフプログラマ」の概念に発展した。

## 生涯

### 若年期
アイオワ州リバティセンターで生まれた。若い頃にグラント・ウッドから美術を学んだ。第二次世界大戦中、アメリカ陸軍航空隊の爆撃機パイロットになった。飛行技術に優れ、教えるのが上手かったため、飛行任務よりも、他のパイロットの訓練に当たるようになった。

### 教育
1952年にアイオワ州立大学でPh.D.を取得した。その後、アイオワ州立大学、プリンストン大学、ニューヨーク大学、ジョンズ・ホプキンス大学、メリーランド大学、フロリダ大学、フロリダ工科大学の教員を務めた。ジョンズ・ホプキンス大学とメリーランド大学では、アメリカの大学で初の構造化プログラミングのコースを始めた。メリーランド大学では、新入生向けの計算機科学のカリキュラムを開発し、入門書"Principles of Computer Programming: A Mathematical Approach"（コンピュータプログラミングの原理: 数学的アプローチ）を共著した。フロリダ工科大学では、Adaを基礎言語として使用する新入生と2年生向けのソフトウェア工学のカリキュラムを開発した。

### 産業
ミルズはIBMフェローであり、IBMの技術委員会のメンバーであり、GEとRCAの技術スタッフメンバーであり、Mathematica and Software Engineering Technologyの社長だった。GEでは、数百人のGEのエグゼクティブが参加する経営科学の3か月間のカリキュラムを開発した。IBMでは、IBMソフトウェア工学研究所の主要なアーキテクトであり、数千人のIBMソフトウェア担当者がソフトウェアの数学的基礎の訓練を受けた。彼は後に、ソフトウェアクリーンルームモデルでソフトウェアの数学的・統計的原理を具体化した。

### 国家
ミルズは、連邦政府のプログラムを通じて健全なソフトウェア工学の実践を促進することに常に関心を寄せていた。1980年代のDoD DARPA STARSプログラムの形成期に、彼は高い生産性で高品質のソフトウェアを開発するための基本的な概念を提供した。1986年、彼は米国空軍科学諮問委員会の計算機科学パネルの議長を務めた。1974年から77年にかけて、彼はNSFのソフトウェア方法論に関する計算機科学研究パネルの議長を務めた。

### その他の職務
ミルズは、プログラム委員会のメンバーであり、多くの専門的な会議に講演者を招き、多くの数学および計算機科学の論文誌の査読者を務めた。1980年から83年まで、IEEE Computer Societyの理事を務めた。1981年、EEE Fall CompConの議長を務めた。1975年から1981年まで、IEEE Transactions on Software Engineeringの編集者を務めた。1977年、情報処理国際連合(IFIP)会合で米国のソフトウェア代表を務めた。1975年、第1回ソフトウェア工学全米会議の議長を務めた。

## 役職
- Ph.D.: アイオワ州立大学, 1952
- 非常勤客員教授, 1975-1987
- 非常勤教授, 1987-1995
- NSF ソフトウェア方法論に関する計算機科学研究パネル 議長, 1974–1977
- 第1回ソフトウェア工学全米会議 議長, 1975
- IEEE Transactions on Software Engineering 編集者, 1975–81
- 情報処理国際連合(IFIP)会合 米国ソフトウェア代表, 1977
- IEEE Computer Society 理事, 1980–83
- IEEE Fall CompCon 議長, 1981
- 米国空軍科学諮問委員会、コンピューターサイエンスパネル 議長, 1986
- ドイツ特許商標庁(DPMA) 優秀情報科学賞, 1985

## ハーラン・D・ミルズ賞
IEEE Computer Societyは、ミルズを称えて、1999年に「情報科学、特にソフトウェア工学の理論と実践の貢献」を表彰するハーラン・D・ミルズ賞を創設した。

## 関連文献
- Linger and Witt (1979), Structured Programming: Theory and Practice, presents Mills' function-theoretic approach to program verification
- Software Productivity (1983), includes a collection of his seminal papers on chief programmer teams, top-down design, structured programming, program correctness, and other fundamental ideas in software engineering
- Linger and Hevner (1986), Principles of Information System Analysis and Design, includes Mills' reduction of the mathematics of specification and design to practice